# Lennart Modig
Karl Erik Lennart "Lelle" Modig, född 24 januari 1951 i Brännkyrka församling, är en svensk reporter. Han jobbar på Nyhetsmorgon i TV4 och har gjort det sedan starten av programmet. Han är bosatt i Enebyberg.
1989-1990 var han programledare för TV-programmet Trekvart i SVT, tillsammans med Hasse Aro.
2011 fick han journalistpriset Guldkrattan av branschtidningen Resumé med motiveringen: "ser det lilla i det stora och det stora i det lilla. Han gör inslagen som alla älskar att tala om. Utan att vi riktigt begriper varför".